# Nothing (A)
Nothing was de eerste single van het album Hi-Fi Serious van de Engelse band A. Nothing is tot nu toe de meest succesvolle single van deze band. In de Engelse chart bereikte de single de negende plaats. "Nothing" werd uitgebracht op 2 maart 2002. Als promotie voor de single trad de band op in Top of the Pops en de Pepse Chart Show. De single wordt ook gebruikt op de PlayStation 2 en Xbox game V-Rally 3.

## Tracklist
- CD 1

1. "Nothing" - 3:44
2. "T-Shirt Money" - 3:28
3. "Everybody In" - 4:14
4. "Nothing (video)"

- CD 2

1. "Nothing" - 3:44
2. "Getting Me Off" - 3:11
3. "The Distance" - 3:31
4. "The Distance (video)"